# Liste des services municipaux de Chicago
Pour plus d'informations, voir Gouvernement de Chicago.

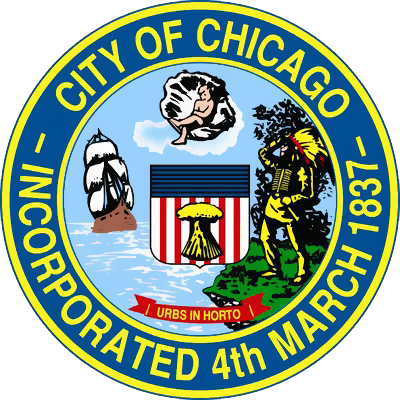
Sceau de Chicago.

Cet article concerne une liste des services municipaux de la ville de Chicago (en anglais : Departments ou City Services) classés par ordre alphabétique.

## Services municipaux
Les services municipaux (departments) dressés dans la liste ci-dessous font partie intégrante du gouvernement de la ville de Chicago (ces derniers dépendent entièrement de l'administration municipale et répondent directement du pouvoir exécutif exercé par le bureau du maire de Chicago), :
- Office of the Mayor
- Department of Administrative Hearings
- Department of Aging
- Department of Animal Care and Control
- Department of Assets, Information and Services (AIS)
- Department of Aviation (DOA)
- Department of Budget & Management (DBM)
- Department of Buildings (DOB)
- Department of Business Affairs & Licensing
- Department of Business & Information Services
- Department of Cable Communications
- Office of Chicago Film
- Commission on Chicago Landmarks
- Department of Consumer Services
- Department of Cultural Affairs (DCA)
- Department of Construction and Permits
- Department of Economic Development (DED)
- Department of Environment (DOE)
- Ethics (Board of Ethics)
- Department of Finance (DOF)
- Department of Fire (CFD)
- Department of Fleet Management
- Department of General Services (DGS)
- Department of Graphics & Reproduction
- Department of Graffiti Blasters
- Department of Health (DOH)
- Department of Human Relations (DHR)
- Department of Human Services (DHS)
- Department of Inspector General
- Department of Landmarks (CL)
- Department of Law
- Department of Library (CPL)
- Commission of License Appeal
- Mayor's License and Local Liquor Control Commission
- Mayor's Office of Workforce Development
- Mayor's Office for People with Diabilities
- Mayor's Office on Domestic Violence
- Office of Emergency Management and Communication (OEMC)
- Department of Personnel (DOP)
- Department of Planning and Development (DPD)
- Department of Police (CPD)
- Department of Police housing
- Department of Procurement Services
- Public Building Commission
- Department of Revenue
- Department of Special Events (DSE)
- Department of Streets & Sanitation
- Department of Tourism
- Department of Transportation (CDOT)
- Department of Water Management (DWM)

## Autres agences
Comme bon nombre de villes américaines, la gestion de certains services publics à Chicago est confiée par l'administration municipale à des entreprises publiques. Contrairement aux services dressés dans la liste ci-dessus (qui appartiennent et dépendent directement de la ville de Chicago), certaines agences bénéficient d'un statut particulier.
En effet, bien que ces agences dépendent à certains niveaux du gouvernement de la ville de Chicago (par exemple les chefs et les dirigeants de ces dernières sont nommés par le maire de Chicago avec l'approbation du conseil municipal de Chicago), elles ont la particularité de s'autofinancer en partie (en plus de percevoir des subventions de la ville de Chicago, de l'État de l'Illinois et de l'État fédéral) et de jouir d'une autonomie partielle. Parmi ces agences, on peut citer le Chicago Park District (CPD), chargé de la gestion des parcs et espaces verts, la Chicago Transit Authority (CTA), chargée de la gestion des transports publics, et le Chicago Public Schools (CPS), chargé de la gestion des écoles publiques.
- City College of Chicago (CCC)
- Chicago Housing Authority (CHA)
- Chicago Park District (CPD)
- Chicago Public Schools (CPS)
- Chicago Transit Authority (CTA)